# William Henry Chamberlin

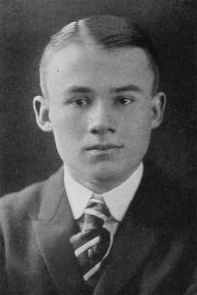
William Henry Chamberlin, 1917

William Henry Chamberlin (* 17. Februar 1897 in Brooklyn, New York; † 12. September 1969) war ein US-amerikanischer Russland-Korrespondent und Osteuropa-Historiker.

## Leben
Chamberlin ging in Pennsylvania zur Schule und schloss danach das Haverford College ab. Mit 25 ging er in das Greenwich Village im Süden von Manhattan. Dort beeindruckte ihn das Leben der Bohemiens und die Schwärmerei für den Bolschewismus im New York der beginnenden 1920er Jahre. Er arbeitete für Heywood Broun, den Literatur-Redakteur der New York Tribune und begann unter dem Pseudonym A. C. Freeman zu schreiben. Er wurde ein sozialistischer Pazifist, der jedoch das kommunistische Regime in der Sowjetunion unterstützte.
Ende der 1920er Jahre zog Chamberlin in die Sowjetunion und war dort bis 1940 als Moskau-Korrespondent für den amerikanischen Christian Science Monitor sowie den britischen Manchester Guardian tätig. Zu Beginn seines Aufenthalts in der Sowjetunion galt er als Marxist und Bewunderer der kommunistischen Revolution, wandelte sich jedoch zum Kritiker. 1930 veröffentlichte er sein Buch Soviet Russia, in welchem er die Zeit der Neuen Ökonomischen Politik der Partei schilderte. Chamberlin und seine russischstämmige Frau kritisierten in der Folgezeit besonders die Folgen der Agrarpolitik der KPdSU, die Hungersnöte und Zwangkollektivierungen in der Sowjetunion der Jahre 1932 und 1933.
In den späteren 1930er Jahren bereiste Chamberlin Deutschland und ging dann für den Christian Science Monitor nach Japan. Seine Erfahrungen in den drei Ländern brachten ihn zu der Überzeugung, dass die in den Vereinigten Staaten unter anderem auch durch die Bill of Rights garantierten Freiheiten wichtig für die Entwicklung der Individuen sind.
Im Jahre 1940 kam Chamberlin aus Frankreich in die USA zurück, ging zuerst nach Washington, D.C. und ließ sich zuletzt in Cambridge (Massachusetts) nieder.
Chamberlin war Mitglied der Mont Pelerin Society. Seine Zusammenarbeit mit der US-amerikanischen Zeitschrift Russian Review währte von 1940 bis zu seinem Tode 1969.

## Veröffentlichungen
- 1930: Soviet Russia: A Living Record and a History. Little, Brown & Co., New York City.
- 1934: Russia’s Iron Age. Little, Brown & Co., New York City.
- 1935: The Russian Revolution, 1917–1921. 2 Bände.
  - 1958: Deutsch: Die Russische Revolution 1917–1921, 2. Bände. Europäische Verlagsanstalt, Frankfurt am Main 1958
- 1938: Japan over Asia.
- 1940: The Confessions of an Individualist, Autobiografie.
- 1942: Canada. Today and Tomorrow.
- 1950: America’s Second Crusade. Henry Regnery Co., Chicago, Illinois, USA.
  - 1952: deutsch von Egon Heymann: Amerikas zweiter Kreuzzug: Kriegspolitik und Fehlschlag Roosevelts. Athenäum-Verlag, Bonn.
- 1963: The German Phoenix. Duell, Sloane & Pearce, New York City.
- 1983: Beyond Containment. Regnery, Chicago, Illinois, USA.